# Sãopaulolooftiran
De sãopaulolooftiran (Pogonotriccus paulista) is een zangvogel uit de familie tirannen (Tyrannidae).

## Vondst en naamgeving
De wetenschappelijke naam van deze soort werd voor het eerst geldig gepubliceerd in 1907 door vader en zoon Ihering. Zij noemden de soort Phylloscartes paulista naar de Braziliaanse staat São Paulo, waar het holotype werd verzameld.
De Braziliaanse naam van de soort luidt Não-pode-parar, hetgeen 'kan niet stoppen' betekent.

## Kenmerken
De sāopaulolooftiran bereikt een lengte van circa 11 centimeter. Het verenkleed is tweekleurig: de bovenzijde is (olijf)groen en de onderzijde is lichtgeel. De buitenkant van de vleugel is olijfgroen met lichtgele strepen en de binnenkant is lichtgrijs. Verder heeft deze vogel een citroengeel gezicht.

## Verspreiding en leefgebied
Deze vogel komt voor in het zuiden en zuidoosten van Brazilië, het oosten van Paraguay en het noordoostelijke deel van Argentinië.
Het leefgebied bestaat uit tropische of subtropische vochtige bergbossen op een hoogte van tussen de 0 en 400 m, maar heel soms boven de 1000 m boven zeeniveau.

## Status
De soort wordt bedreigd door habitatverlies. Door habitatverlies en habitatfragmentatie nemen de populaties in aantal af. Om deze redenen staat de São Paulolooftiran als gevoelig op de Rode Lijst van de IUCN.